# SNCF Z 7300
De Z 7300 is een tweedelig elektrisch treinstel voor het regionaal personenvervoer van de Société nationale des chemins de fer français (SNCF).

## Geschiedenis
Het treinstel werd ontworpen Francorail en Ateliers de construction du Nord de la France (AFN) en voor de Société nationale des chemins de fer français (SNCF) gebouwd door De Dietrich. Deze treinen maken deel uit van de familie "Z2" van de Société nationale des chemins de fer français (SNCF).

## Constructie en techniek
De trein is opgebouwd uit een stalen frame. Deze treinen kunnen tot vier stuks gecombineerd rijden.

## Treindiensten
Deze treinen worden door de Société nationale des chemins de fer français (SNCF) ingezet op de volgende trajecten:
- Bordeaux - Hendaye
- Bayonne - Dax
- Bayonne - Tarbes
- Bayonne - Pau
- Bordeaux - Dax
- Toulouse - Latour-de-Carol
- Tours - Orléans
- Tours - Poitiers
- Tours - Blois - Chambord
- Orléans - Blois - Chambord
- Orléans - Vierzon - Bourges
- Orléans - Vierzon - Châteauroux
- Bordeaux - Arcachon
- Bordeaux - Le Verdon
- Béziers - Bédarieux - Millau - Marvejols - Saint Chély d'Apcher - Neussargues
- Tours - Angoulème
- Bordeaux - Angoulème
- Ravezies - Macau
- Lesparre - Angoulème
- Bordeaux - Pauillac
- Bordeaux - Lesparre
- Bordeaux - Pointe de Grave ( Alleen in juli en augustus )
- Le Verdon - Ravezies